# Nekrolog 1503
Nekrolog
◄◄
| ◄
| 1499
| 1500
| 1501
| 1502
| 1503 | 1504 | 1505 | 1506 | 1507 | ► | ►►
Weitere Ereignisse | Allgemeiner Nekrolog 1503
Die Beschreibung der verstorbenen Person sollte so kurz wie möglich gehalten sein und nur deren signifikante Tätigkeit(en) enthalten.
Neue Namen ggf. auch unter dem Geburts- und Sterbedatum, also etwa unter 1. Januar und im Geburts- und Sterbejahr (2024) eintragen (nur bei entsprechender großer Wichtigkeit). Für Beispiele siehe die schon vorhandenen Artikel.
Außerdem über die fünf zuletzt Verstorbenen, zu denen es einen ausreichend guten Artikel für eine Präsentation auf der Hauptseite gibt, nach der todesbedingten Überarbeitung der Artikel ggf. auch unter Wikipedia Diskussion:Hauptseite informieren und sie am besten auch in den anderen Wikipedia-Sprachversionen eintragen. Tipp: Regelmäßig bei news.google.de nach „ist tot“, „gestorben“ oder „verstorben“ suchen.
Wenn eine Person gestorben ist, gibt es viele Seiten zu dieser Person in der Wikipedia, die davon auch betroffen sind und entsprechend aktualisiert werden müssen. Beispiele: Namenübersichtsseite, Geburtsjahr, Geburtsort-Seiten und viele mehr.
Wie finde ich die betroffenen Seiten?
Im Suchfeld auf der linken Seite gibt man den Suchbegriff so ein: „Vorname Nachname“. Dann klickt man auf Volltext und alle Seiten mit entsprechendem Suchtext werden aufgerufen. Hier sieht man dann schnell, wo auch das Todesjahr Sinn macht oder sogar ein Teil des Artikels angepasst werden muss. Auch hilft das „Werkzeug“ auf der linken Seite sehr gut, um solche Seiten aufzufinden: „Links auf diese Seite“. Somit ist die Wikipedia wieder aktuell in allen Bereichen! Hinweis: bei Eintragung der Kategorie „Gestorben JAHR“ wird der Missbrauchsfilter 49 ausgelöst, was jedoch nicht schlimm ist. Siehe: Spezial:Missbrauchsfilter/49
Dies ist eine Liste von im Jahr 1503 verstorbenen bekannten Persönlichkeiten. Die Einträge erfolgen innerhalb der einzelnen Daten alphabetisch sortiert. Tiere sind im Nekrolog für Tiere zu finden.

## Januar
| Tag        | Name                   | Beruf, bekannt als                        | Alter | Beleg |
| ---------- | ---------------------- | ----------------------------------------- | ----- | ----- |
| 18. Januar | Paolo Orsini           | Adliger und Condottiere                   |       |       |
| 20. Januar | Ludmilla von Podiebrad | Herzogin von Liegnitz, Brieg und Ohlau    | 46    |       |
| 30. Januar | Simon Lainberger       | deutscher Bildhauer und Schnitzer         |       |       |
| Januar     | John Donne             | walisischer Militär, Beamter und Diplomat |       |       |

## Februar
| Tag         | Name                     | Beruf, bekannt als                                                                          | Alter | Beleg |
| ----------- | ------------------------ | ------------------------------------------------------------------------------------------- | ----- | ----- |
| 2. Februar  | Martin Kabátník          | tschechischer Reisender, Schriftsteller und Mitglied der Brüderunität der Böhmischen Brüder |       |       |
| 9. Februar  | Johann II. von Baden     | Markgraf von Baden; Erzbischof von Trier (1456–1503)                                        |       |       |
| 11. Februar | Elizabeth of York        | englische Prinzessin und Königsgemahlin                                                     | 37    |       |
| 15. Februar | Henry Deane              | Erzbischof von Canterbury (1501–1503)                                                       |       |       |
| 22. Februar | Giovanni Battista Orsini | Kardinal der römisch-katholischen Kirche                                                    |       |       |

## März
| Tag      | Name                 | Beruf, bekannt als                         | Alter | Beleg |
| -------- | -------------------- | ------------------------------------------ | ----- | ----- |
| 13. März | Friedrich Jagiello   | polnischer Kardinal und Bischof von Krakau | 34    |       |
| 24. März | Dorothea von Rieneck | deutsche Adelige                           |       |       |

## April
| Tag       | Name             | Beruf, bekannt als                                                              | Alter | Beleg |
| --------- | ---------------- | ------------------------------------------------------------------------------- | ----- | ----- |
| 10. April | Giovanni Michiel | italienischer Geistlicher, Bischof von Verona und Kardinal der Römischen Kirche | 57    |       |
| 28. April | Louis d’Armagnac | Herzog von Nemours, Graf von Pardiac, Graf von Guise, Vizekönig von Neapel      |       |       |

## Mai
| Tag     | Name                                | Beruf, bekannt als                              | Alter | Beleg |
| ------- | ----------------------------------- | ----------------------------------------------- | ----- | ----- |
| 20. Mai | Lorenzo di Pierfrancesco de’ Medici | italienischer Bankier und Kunstmäzen            | 39    |       |
| 31. Mai | Barbara Gonzaga                     | Ehefrau des Herzogs Eberhard I. von Württemberg | 47    |       |

## Juni
| Tag      | Name           | Beruf, bekannt als               | Alter | Beleg |
| -------- | -------------- | -------------------------------- | ----- | ----- |
| 6. Juni  | Andreas Proles | deutscher Theologe               | 73    |       |
| 24. Juni | Reginald Bray  | englischer Adliger und Politiker |       |       |

## Juli
| Tag      | Name                    | Beruf, bekannt als                                                                                         | Alter | Beleg |
| -------- | ----------------------- | --- | ----- | ----- |
| 1. Juli  | Louis I. d’Amboise      | Bischof von Albi                                                                                           |       |       |
| 3. Juli  | Pierre d’Aubusson       | französischer Großmeister des Johanniterordens                                                             |       |       |
| 7. Juli  | Wilhelm II.             | Herzog zu Braunschweig und Lüneburg, Fürst von Braunschweig-Wolfenbüttel und Fürst von Calenberg-Göttingen |       |       |
| 12. Juli | Sophie von Mecklenburg  | Herzogin zu Mecklenburg, durch Heirat Herzogin von Sachsen                                                 | 21    |       |
| 24. Juli | Luise von Savoyen       | Selige | 40    |       |
| 24. Juli | Adolph Occo             | deutscher Mediziner, fürstlicher Leibarzt                                                                  |       |       |
| 27. Juli | Johann III. von Dalberg | Bischof von Worms und Kanzler der Universität Heidelberg                                                   | 47    |       |
| 29. Juli | Johann Kinkel           | Ratsherr der Hansestadt Lübeck                                                                             |       |       |

## August
| Tag        | Name                           | Beruf, bekannt als                                                                                                  | Alter | Beleg |
| ---------- | ------------------------------ | --- | ----- | ----- |
| 1. August  | Juan de Borja Lanzol de Romaní | Kardinal der katholischen Kirche, Erzbischof, Bischof, Apostolischer Administrator und Patriarch von Konstantinopel |       |       |
| 2. August  | Kraft VI.                      | Graf von Hohenlohe-Weikersheim, Domherr in Mainz und Speyer                                                         |       |       |
| 5. August  | Wipert von Finsterlohe         | deutscher Adeliger und Domherr                                                                                      |       |       |
| 12. August | Anna von Polen                 | polnische Prinzessin und Herzogin von Pommern                                                                       | 27    |       |
| 18. August | Alexander VI.                  | Papst | 72    |       |
| 18. August | Gerolamo Pallavicini           | Bischof von Novara                                                                                                  |       |       |
| 18. August | Konrad Türst                   | Schweizer Wissenschaftler                                                                                           |       |       |
| 21. August | Gerardus de Harderwijck        | deutscher Philosoph, Theologe und Hochschullehrer                                                                   |       |       |

## September
| Tag           | Name                               | Beruf, bekannt als                     | Alter | Beleg |
| ------------- | ---------------------------------- | -------------------------------------- | ----- | ----- |
| 7. September  | Veit I. Truchseß von Pommersfelden | Bischof von Bamberg (1501–1503)        |       |       |
| 9. September  | Philipp                            | Markgraf von Hachberg-Sausenberg       |       |       |
| 17. September | Giovanni Pontano                   | Vertreter des italienischen Humanismus | 74    |       |

## Oktober
| Tag         | Name                  | Beruf, bekannt als                                    | Alter | Beleg |
| ----------- | --------------------- | ----------------------------------------------------- | ----- | ----- |
| 2. Oktober  | Martin Fuhrmann       | deutscher Philologe, Theologe und Hochschullehrer     |       |       |
| 10. Oktober | Pierre II. de Bourbon | Herzog von Bourbon, Regent des Königreichs Frankreich | 64    |       |
| 18. Oktober | Pius III.             | Papst                                                 | 64    |       |
| 26. Oktober | Hans von Trotha       | Ritter, Marschall der Kurfürsten von der Pfalz        |       |       |
| 30. Oktober | Veit Vendt            | deutscher Zisterzienserabt                            |       |       |

## November
| Tag          | Name                             | Beruf, bekannt als                          | Alter | Beleg |
| ------------ | -------------------------------- | ------------------------------------------- | ----- | ----- |
| 10. November | Israhel van Meckenem der Jüngere | deutscher Kupferstecher                     |       |       |
| 12. November | Albrecht V. Göler von Ravensburg | Reichsritter und Vogt                       |       |       |
| 20. November | Magnus II.                       | Herzog zu Mecklenburg                       |       |       |
| 23. November | Margareta von York               | englische Adelige, Ehefrau Karls des Kühnen | 57    |       |

## Dezember
| Tag          | Name                        | Beruf, bekannt als                                                                   | Alter | Beleg |
| ------------ | --------------------------- | ------------------------------------------------------------------------------------ | ----- | ----- |
| 1. Dezember  | Georg                       | Herzog von Bayern-Landshut                                                           | 48    |       |
| 2. Dezember  | Arnold Bodensen             | deutscher Philosoph, Theologe und Hochschullehrer                                    |       |       |
| 5. Dezember  | Johann Spender              | Weihbischof in Köln                                                                  |       |       |
| 14. Dezember | Sten Sture der Ältere       | Reichsverweser von Schweden                                                          |       |       |
| 21. Dezember | Lorenzo Cibo de’ Mari       | italienischer Geistlicher, Erzbischof von Benevent und Kardinal der Römischen Kirche | 52    |       |
| 21. Dezember | Adam von Podewils           | herzoglich Pommerscher Geheimer Rat und Amtshauptmann von Zanow                      |       |       |
| 24. Dezember | Konrad Loste                | Jurist und römisch-katholischer Bischof des Bistums Schwerin                         |       |       |
| 28. Dezember | Piero di Lorenzo de’ Medici | Herr von Florenz                                                                     | 31    |       |

## Datum unbekannt
| Tag | Name                       | Beruf, bekannt als                                              | Alter | Beleg |
| --- | -------------------------- | --------------------------------------------------------------- | ----- | ----- |
|     | Johann Bämler              | deutscher Buchdrucker                                           |       |       |
|     | Andrea Bregno              | italienischer Bildhauer                                         |       |       |
|     | Elias von Křenowitz        | Bischof der Böhmischen Brüder                                   |       |       |
|     | Johann Erer                | Bürgermeister der Reichsstadt Heilbronn                         |       |       |
|     | Andrés Gutiérrez de Cerezo | spanischer Hochschullehrer für Rhetorik und Humanist            |       |       |
|     | Hans Nussdorf              | Architekt der Gotik                                             |       |       |
|     | Sofia Palaiologa           | byzantinische Prinzessin, russische Großfürstin                 |       |       |
|     | Gentiflor Pfäffinger       | Erbmarschall von Niederbayern                                   |       |       |
|     | Dietrich von Schachten     | deutscher Autor                                                 |       |       |
|     | Hans Spiess                | Schweizer Söldner, nach „Gottesurteil“ als Mörder hingerichtet  |       |       |
|     | Barbara Stratzmann         | deutsche kinderreichste Mutter                                  |       |       |
|     | Johannes Tolhopf           | deutscher Humanist, Rektor in Ingolstadt, Domherr zu Regensburg |       |       |
|     | Alvise Vivarini            | venezianischer Renaissancemaler                                 |       |       |
|     | Ulrich von Weißpriach      | Kärntner Landeshauptmann                                        |       |       |